# DeSoto Suburban
La Suburban è un'autovettura full-size prodotta dalla DeSoto dal 1946 al 1954.

## Storia

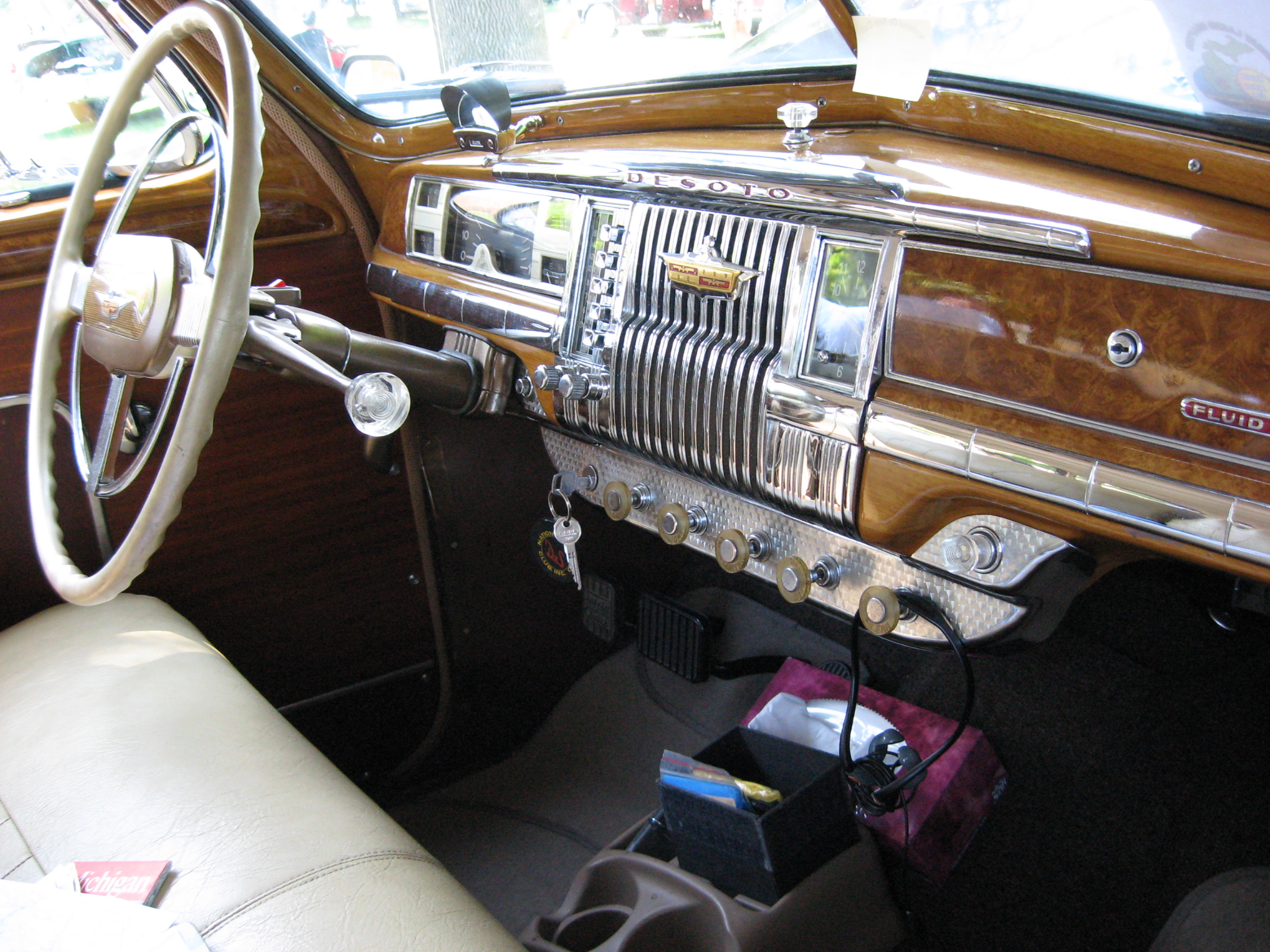
Gli interni

Il modello continuò la tradizione delle vetture DeSoto di grandi dimensioni. La Suburban infatti aveva un passo di ben 3.543 mm, e ciò permetteva al modello di essere in grado di trasportare fino a otto passeggeri. Le Suburban avevano installato un motore a sei cilindri in linea da 3,8 L di cilindrata che erogava 109 CV di potenza.
Molte Suburban erano equipaggiate con un portapacchi. Il modello però non era disponibile in versione familiare, anche se era pensata per essere adatta a famiglie che avevano la necessità di possedere una grande capacità di carico. Per tale motivo, la Suburban fu ampiamente utilizzata come taxi. La Suburban è anche servita come base per la DeSoto Custom Limousine. Quest'ultima uscì poi di produzione nel 1949 dopo che la DeSoto comprese il fatto che fosse più economico cedere la Suburban a clienti privati, i quali avrebbero autonomamente modificato la vettura secondo le specifiche del primo modello citato.
La Suburban uscì di produzione nel 1954. Ciò era dovuto al lancio del marchio Imperial, che fu introdotto nel 1955. Le vetture Imperial infatti erano lussuose e di grandi dimensioni, e quindi il gruppo Chrysler reputava insensato il fatto che dei modelli dello stesso gruppo si facessero concorrenza tra di loro.

## La Suburban nei media
Una Suburban blu del 1948 è l'auto di uno dei protagonisti della serie televisiva Happy Days, Howard Cunningham.